# عالم بانزر غاليانت
عالم بانزر غاليانت(بالإنجليزية: Panzer World Galient) هو مسلسل أنمي ياباني ينتمي إلى نوعي الخيال والخيال العلمي، أنتجته شركة سنرايز، سنة 1984. أخرج المسلسل ريوسكي تاكاهاشي وكتب نصوصه سوجي يوشيكاوا، واهتم كينيو أوكاوارا ويُوتاكا إيزوبوتشي بتصميم الآليات فيه. عرضت قناة نيبون تلفجن اليابانية المسلسل من الخامس من أكتوبر سنة 1984 إلى 29 3 1985، وامتد عرضه إلى 25حلقة .
يشكّل هذا العمل الجزء الثالث من ثلاثية الميكا التي أبدعها تاكاهاشي، بعد كل من جندي المدرعات فوتومز و ناب شمس دوغرام على التوالي.

## القصة
تدور الأحداث في عالم آرست، وهو عالم خيالي ذو طابعٍ يشبه العصور الوسطى. يتصدى الأمير جوردي فولدر للغزاة بقيادة القائد ماردر. يستخدم جوردي الآلية الأسطورية العملاقة بانزر غاليانت، وهي واحدة من بين عدة آليات بانزر احتفظ بها سكان العالم في باطن الأرض لآلاف السنين. يعتمد ماردر على جيش من آليات بانزر المتقدمة، وينطلق في حملةٍ لاجتياح آرست استعدادًا للهيمنة على مجرّة الهلال.
تنتهي الحلقة الأخيرة بلقطةٍ نهارية أكثر وضوحًا للسيف المغروس في الرمال، وتتجه الكاميرا نحو مقبضه. يمد الأمير جوردي يده، وينتشل السيف من الرمل، ثم يرفعه عاليًا في الهواء. يظهر بعد ذلك وهو يحتضن تشورورو. تُعرض أسماء العاملين على الشاشة بينما ينظر جوردي وتشورورو إلى بعضهما، وتظهر في الخلفية صور والدته وأصدقائه، تتناثر معها بتلات الورود في الرياح، وتكتمل بها النهاية.
واجه الخصم الأساسي، ماردر، خصمًا أعظم منه، تمثّل في اتحاد الكواكب المتحضرة الذي سحق الإرادة الحرة ولم يتردد في تدمير الكواكب لتحقيق أهدافه. عندما بلغ جوردي سنّ الرشد واعتلى العرش، بدأ في التنقّل بين النجوم، واكتشف أن ماردر وذراعه اليمنى تمكّنا من الإطاحة باتحاد الكواكب المتحضرة. أدرك جوردي أنّه الوريث الشرعي للقيادة، وأنّ ذلك الاتحاد قد أسقط الفصيل الذي ينتمي إليه مباشرة، وكان يقف في وجهه طوال الوقت.
أعلن ماردر ومساعده أنّهما لن ينفردا بحكم الدولة الجديدة، وسلّما السلطة إلى جوردي ليساهم في إدارتها. غفر جوردي لماردر في مرحلة البلوغ، ومنحه عفوًا كاملاً. اعترف به ملكًا على آرست، وأقرّ بأنّ استيلاءه على الحكم كان بهدف الإطاحة بحكومة لا تستحق البقاء. ترك جوردي آرست في حالٍ أفضل مما كانت عليه، ولا يزال سكانها يذكرونه بإيجابية حتى يومنا هذا.

## الموسيقى التصويرية
شارة البداية: عالم غاليانت اهرب من أجل حياتك أداء فرقة يوروكس.
شارة النهاية: لحظة من نجم أداء فرقة يوروكس.
ألّف وأدى فرقة يوروكس اليابانية لموسيقى الروك التقدّمي شارات البداية والنهاية للمسلسل، وأسّست الفرقة في طوكيو سنة 1984. أنتجت الفرقة نسخًا إنجليزية لكلتا الأغنيتين، واختلفت الكلمات في معظمها عن النسخ الأصلية. أعادت تسجيل الأغنيتين باللغتين اليابانية والإنجليزية في عام 2009.
رافق شارة النهاية مشاهد ليلية لسيف مغروس في الرمال، وانعكست صور الشخصيات على نصله أثناء عرض أسماء العاملين، وانتهت المشاهد بإظهار السيف وهو مبلل بالمطر، في إشارة إلى بيت في الأغنية يتحدث عن البكاء.